# Basetta millefori

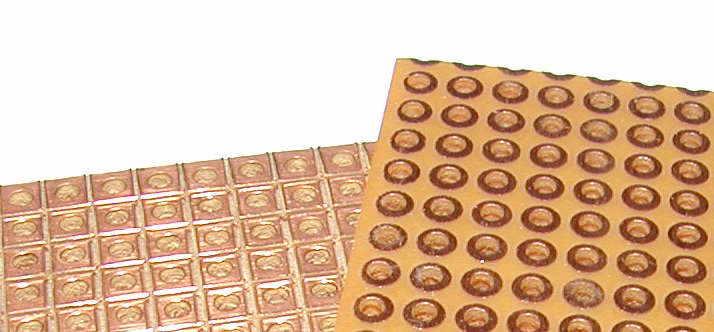
Basette millefori con fori ramati in evidenza

Una basetta millefori (anche scheda millefori o circuito stampato millefori) è un componente utilizzato in elettronica per realizzare prototipi di circuiti elettrici in modo da poter realizzare controlli e misure prima di procedere allo sviluppo del circuito stampato.

## Descrizione

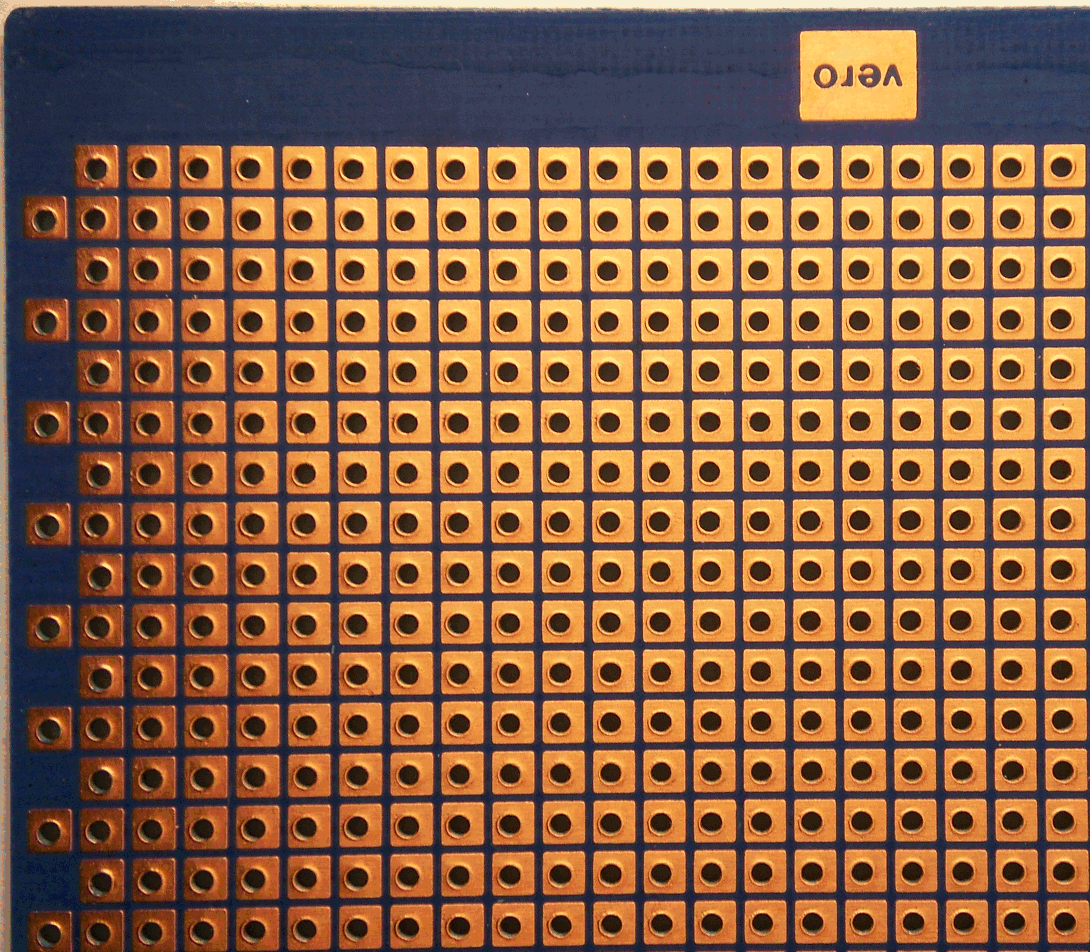
Basetta millefori ("vero" è il marchio del produttore)

Si tratta di una piastra, che può essere di varie misure, caratterizzata da una griglia di fori regolari a distanza di 2,54 mm (cioè un decimo di pollice) l'uno dall'altro, misura standard dell'interasse dei piedini dei componenti elettronici più diffusi in contenitore detto PTH (letteralmente in inglese Pass-Through Hole) che richiede cioè un foro per la saldatura di ogni piedino (sempre più sostituito da dispositivi SMD cioè in tecnologia SMT che non richiedono fori per il fissaggio). Viene realizzata generalmente in vetronite o resina fenolica anche se sono in commercio basette in materiali più scadenti.
La vetronite, seppure più costosa possiede caratteristiche nettamente migliori: stabilità dimensionale e superiore resistenza alla rottura. La qualità della basetta è determinata anche da ulteriori lavorazioni atte ad agevolare l'assemblaggio e il cablaggio dei componenti; la basetta può presentare solo i fori per il fissaggio dei componenti, i fori possono presentare su un lato le piazzole in rame nudo, atte alla saldatura dei reofori, le piazzole possono essere prestagnate, il foro metallizzato, l'intera superficie verniciata (presenza del solder resist).
Una basetta completa di queste lavorazioni, oltre ad offrire un agevole montaggio e facilità di saldatura, può sopportare senza danni un numero (limitato ma sufficiente) di saldature e dissaldature del reoforo.

## Limitazioni
Con le tradizionali basette millefori non si possono montare componenti SMT anche se con un po' di pratica e di pazienza si può trovare una soluzione provvisoria.
Un altro problema può essere la realizzazione di piani di schermatura che si possono ottenere solo in maniera approssimativa.

## Caratteristiche riassuntive

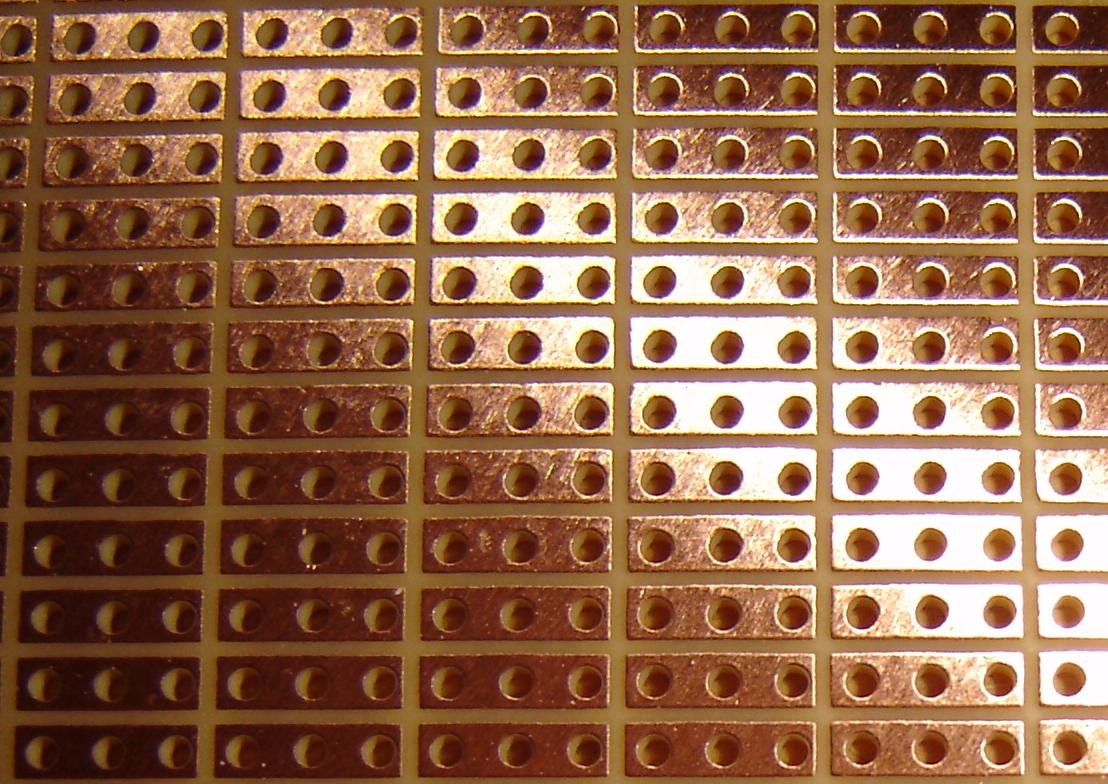
Basetta millefori TriPad con piazzole in parte collegate (più pratico in alcune applicazioni)

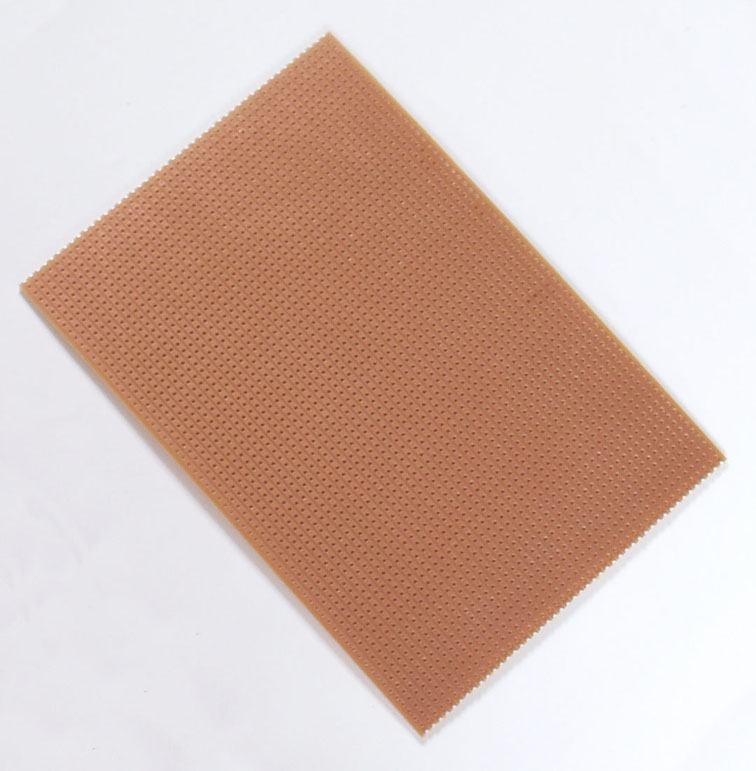
Stripboard / Veroboard (piazzole collegate parallelamente)

- Dimensioni: molto variabili, talvolta 100 x 160 mm (o altri formati. Ad esempio "Eurocard")
- Spessore della basetta: tipicamente 1,5 ÷ 1,6 mm
- Spessore del rame sulle piazzole: 35 µm su un solo lato o su entrambi
- Piazzole di saldatura: circolari o quadrate
- Fori per i reofori: di diametro di circa 1 mm in genere non conduttivi (non viene depositato rame nel foro per la connessione delle piazzole corrispondenti sui due lati)
- Materiali:
  - Vetronite, FR4, per basette di buona qualità (elettrica e meccanica)
  - Bachelite, CEM-1, per basette economiche con scadenti caratteristiche elettriche e meccaniche
- Trattamenti:
  - Deposito di stagno sul rame per evitare ossidazioni (e successiva difficoltà a realizzare le saldature)
  - Solder resist (isolante superficiale di solito di colore verde) tra le piazzole per migliorare l'isolamento elettrico reciproco delle piazzole e rendere più difficili i cortocircuiti tra di esse in fase di saldatura
- Altre caratteristiche (tra le tante):
  - Basette con fori uniti a gruppi più o meno numerosi
  - Presenza di piste di maggiore dimensione per portare le tensioni di alimentazione su tutta la basetta
  - Presenza di fori di fissaggio
  - Presenza di piazzole adatte ad ospitare uno o più connettori in un formato standard comune.

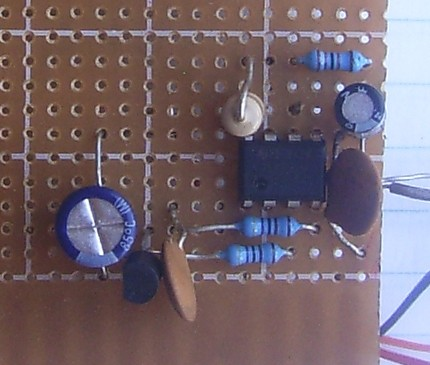
Scheda millefori con i componenti montati (saldati e connessi mediante conduttori sul lato inferiore)